# Tomás Estrada Palma
Tomás Estrada Palma (Bayamo, 9 de julho de 1835 — Santiago de Cuba, 8 de novembro de 1908) foi um professor e político cubano, atuando como o primeiro presidente do país, de 1902 a 1906.

## Vida
Participou da Guerra de Independência Cubana de 1868. Foi presidente da República em armas de 1876 a 1877. Colaborou com a causa revolucionária dos Estados Unidos, em matéria da imigração, onde gozava de grande prestígio por seu trabalho como educador e intelectual.
Em 1895, José Martí encarregou-lhe de assessorar os que estavam à frente da direção do Partido Revolucionário Cubano. José Martí é assassinado em Dos Ríos, em 1895. Nisso, o então governo da República em armas, constituído naquele ano, designou Palma como delegado do Partido Revolucionário Cubano, e Agente do Governo da República em armas no exterior.
Em 12 de junho de 1901, o legislativo cubano aprova a Emenda Platt, imposta pelos estadunidenses, e Palma se elege o primeiro presidente de Cuba, em 1902. Seu governo ficou marcado pela tarefa de formalizar a dependência de Cuba com os Estados Unidos. Mas suas tentativas frustradas de reeleição desencadearam, em 1906, a Segunda Intervenção estadunidense em Cuba, a pedido do próprio presidente. Por isso, o então secretário da Guerra dos Estados Unidos, William Howard Taft, assumiu o Governo Provisório Cubano.